# Sekirevo Selo
Sekirevo Selo falu Horvátországban Krapina-Zagorje megyében. Közigazgatásilag Gornja Stubicához tartozik.

## Fekvése
Zágrábtól 20 km-re északra, községközpontjától 3 km-re keletre a Horvát Zagorje területén a megye délkeleti részén fekszik.

## Története
A településnek 1857-ben 58, 1910-ben 92 lakosa volt. Trianonig Zágráb vármegye Stubicai járásához tartozott. 2001-ben 45 lakosa volt.

## Külső hivatkozások
Gornja Stubica község honlapja